# 志村けんのFIRST STAGE〜はじめの一歩〜
志村けんのFIRST STAGE〜はじめの一歩〜（しむらけんのファーストステージはじめのいっぽ）はJFN系列で放送されているラジオ番組。1999年10月開始。2012年9月に1時間での放送を終了し、2012年10月から30分番組に縮小。

## 概要
- 番組内では必ずメールを読む。
- 総集編を除き、毎週ゲストを呼び色々な質問等を織り交ぜながらゲストとトークしていくスタイルが多い。
- 不定期で総集編や、アーティスト特集を行う事がある｡
- 曲は毎週3、4曲ほどかけられる。また、ゲストがリクエストした曲がかかることもある｡
- 宛先（ウェサイトアドレス）告知時は「．」「/」は志村・小林、末尾の「fiirststage」は志村、その他は上島という分担で告知している

## パーソナリティ
- 志村けん
- 上島竜兵（ダチョウ倶楽部）
- 尾崎ナナ（2012年7月 - 9月）

## コーナー
- 志村けんのソウル!パワフル!ワンダフル!

グラビアアイドルをゲストに迎え、トークを展開する

## 過去のパーソナリティ
- 中田美香（1999年10月 - 2002年9月）
- 石崎佳代子（2002年10月 - 2003年7月）
- 小林恵美（2003年8月 - 2012年6月）

## ネット局
- ふくしまFM（土曜日19時 - ）
- FMぐんま（土曜日19時 - ）
- FM福井（土曜日19時 - ）
- FM滋賀（土曜日19時 - ）
- FM岡山（土曜日19時 - ）
- FM山口（土曜日19時 - ）
- FM香川（土曜日19時 - ）
- FM佐賀（土曜日19時 - ）
- FM熊本（土曜日19時 - ）
- FM大分（土曜日19時 - ）
- FM宮崎（土曜日20時 - ）